# Rada Administracyjna
Rada Administracyjna – organ władzy wykonawczej Królestwa Polskiego istniejący w latach 1815–1867. Pierwotnie był to organ składowy Rady Stanu.

## Czasy konstytucyjne
W myśl postanowień konstytucji z roku 1815 w skład Rady Administracyjnej wchodzili ministrowie pięciu Komisji Rządowych (Wyznań Religijnych i Oświecenia Publicznego, Sprawiedliwości, Spraw Wewnętrznych i Policji, Przychodów i Skarbu, Wojny) i osoby specjalnie powołane przez króla. Prezydował jej namiestnik. Rada była ciałem doradczym dla namiestnika, wykonywała postanowienia królewskie, rozstrzygała sprawy przekraczające kompetencje jednego ministra oraz przygotowywała projekty dla Ogólnego Zgromadzenia Rady Stanu.
W roku 1826, po śmierci namiestnika gen. Józefa Zajączka, Rada Administracyjna decyzją króla przejęła jego kompetencje i stała się rodzajem rządu z najwyższą władzą wykonawczą i administracyjną. Odtąd przewodniczył jej prezes (był nim minister stanu senator Walenty Sobolewski), a postanowienia namiestnika zostały zastąpione postanowieniami Rady Administracyjnej.

## Powstanie listopadowe
W czasie powstania listopadowego Rada Administracyjna podjęła decyzje nieuznane przez króla, m.in. uznała się za nieustającą, działającą w imieniu króla, dokooptowała członków Sejmu i Towarzystwa Patriotycznego i przekształciła się w organ władzy powstańczej.
Pod presją opozycji sejmowej Rada usunęła ze swojego składu ludzi skompromitowanych współpracą z królem i dokooptowała działaczy politycznych cieszących się zaufaniem ludności (członków Klubu Patriotycznego).
1 grudnia 1830 roku powołano Wydział Wykonawczy Rady Administracyjnej, w którego skład weszło kilku członków rady Administracyjnej i kilku przedstawicieli Sejmu. Do jego kompetencji należało rozpatrywanie wszystkich spraw nie cierpiących zwłoki, wszystkie inne sprawy kierowane były do pełnego składu Rady Administracyjnej.
Dwa dni później Rada Administracyjna formalnie przestała istnieć, przekazując władzę pięcioosobowemu Rządowi Tymczasowemu pod prezesurą ks. Adama Jerzego Czartoryskiego.
Skład Rady Administracyjnej od 30 listopada do 3 grudnia 1830
- Walenty Faustyn Sobolewski (prezes)
- Franciszek Ksawery Drucki-Lubecki
- Tadeusz Antoni Mostowski
- Jan Maksymilian Fredro
- Józef Rautenstrauch
- Ksawery Kossecki
- Adam Jerzy Czartoryski
- Julian Ursyn Niemcewicz (dokooptowany 30 listopada)

- Ludwik Michał Pac (dokooptowany 30 listopada)
- Michał Kochanowski (dokooptowany 30 listopada)
- Józef Chłopicki (dokooptowany 30 listopada)
- Michał Gedeon Radziwiłł (3 grudnia)
- Maurycy Mochnacki
- Ignacy Plichta
- Ksawery Bronikowski

Skład Wydziału Wykonawczego Rady Administracyjnej od 1 grudnia do 3 grudnia 1830
Członkowie Rady Administracyjnej
- Adam Jerzy Czartoryski
- Michał Gedeon Radziwiłł
- Franciszek Ksawery Drucki-Lubecki
- Michał Kochanowski
- Józef Chłopicki

Przedstawiciel Senatu
- Leon Dembowski

Posłowie
- Joachim Lelewel
- Władysław Tomasz Ostrowski
- Gustaw Małachowski

## Po powstaniu listopadowym
Po stłumieniu powstania listopadowego ukaz Mikołaja I z 16 listopada 1831 roku wprowadził Rząd Tymczasowy, który przejął kompetencje Rady.
W roku 1832 Rada Administracyjna została reaktywowana w myśl przepisów Statutu Organicznego i oddzielona od Rady Stanu. W jej skład wchodzili odtąd trzej dyrektorzy główni (zlikwidowano Komisje Rządowe Wojny oraz Wyznań Religijnych i Oświecenia Publicznego). W 1841 roku przejęła część kompetencji zniesionej Rady Stanu, były to przygotowanie sprawozdań o stanie kraju i przygotowywanie projektów ustaw i budżetu Królestwa.

## Lata 60. XIX wieku
Kolejne zmiany miały miejsce za czasów reform Aleksandra Wielopolskiego, kiedy to w 1861 roku odebrano jej kompetencje nabyte w 1841 roku oraz ustalono, że na jej czele będzie stał naczelnik Rządu Cywilnego. Do składu trzech dyrektorów głównych dołączył czwarty, który stał na czele reaktywowanej Komisji Rządowej Wyznań Religijnych i Oświecenia Publicznego.
Po stłumieniu powstania styczniowego na czele Rady Administracyjnej stanął namiestnik, łączący władzę wojskową i cywilną. Ponadto Rosjanie wprowadzili w 1864 roku Komitet Urządzający w Królestwie Polskim, który miał się zając reorganizacją administracji Królestwa. Kolejno likwidowano Komisje Rządzące, a 15 czerwca 1867 roku Rada Administracyjna została zniesiona ukazem w ramach działań unifikacyjnych.